# Dactylolabis jonica
Dactylolabis jonica là một loài ruồi trong họ Limoniidae. Chúng phân bố ở miền Cổ bắc.